# Minicia candida
Minicia candida är en spindelart som beskrevs av Denis 1946. Minicia candida ingår i släktet Minicia och familjen täckvävarspindlar. Utöver nominatformen finns också underarten M. c. obscurior.